# Liste der Nummer-eins-Hits in Australien (2009)
Diese Liste enthält alle Nummer-eins-Hits in Australien im Jahr 2009. Grundlage sind die Top 50 der australischen Charts der ARIA. Es gab in diesem Jahr 14 Nummer-eins-Singles und 21 Nummer-eins-Alben.

## Singles
| ← 2008 ← | Liste der Nummer-eins-Hits in Australien | Liste der Nummer-eins-Hits in Australien                   | Liste der Nummer-eins-Hits in Australien | 2010 →                    |
| \| Zeitraum \| Wo. ges. \| Interpret \| Titel Autor(en) \| Zusätzliche Informationen \| \| (Zeitraum, Wochen auf Platz eins, Interpret, Titel, Autor[en], zusätzliche Informationen) \| \| \| \| \| \| ----------------------------------------------------------------------------------------- \| -------- \| ---------------------------------------------------------- \| --------------------------------------------------------------------------------------------------------------------------------------------------------------------------------------------------------------- \| ------------------------- \| \| 22. Dezember 2008 – 18. Januar 2009 4 Wochen (insgesamt 8) \| 8 \| Lady Gaga \| Poker Face Stefani Germanotta, Nadir Khayat \| – \| \| 19. Januar 2009 – 25. Januar 2009 1 Woche \| 1 \| Jessica Mauboy \| Burn Taj Jackson, Mich Hansen, Jonas Jeberg \| – \| \| 26. Januar 2009 – 22. Februar 2009 4 Wochen \| 4 \| The Fray \| You Found Me Joseph A. King, Isaac Edward Slade \| – \| \| 23. Februar 2009 – 22. März 2009 4 Wochen (insgesamt 7) \| 7 \| Flo Rida feat. Kesha \| Right Round Philip Martin Lawrence II, Lukasz Gottwald, Tramar Dillard, Justin Scott Franks, Allan Peter Grigg, Peter Jozzepi Burns, Stephen Coy, Timothy John Lever, Michael David Percy, Peter Gene Hernandez \| – \| \| 23. März 2009 – 29. März 2009 1 Woche (insgesamt 2) \| 2 \| Taylor Swift \| Love Story Taylor Alison Swift \| – \| \| 30. März 2009 – 5. April 2009 1 Woche (insgesamt 7) \| 7 \| Flo Rida feat. Kesha \| Right Round Philip Martin Lawrence II, Lukasz Gottwald, Tramar Dillard, Justin Scott Franks, Allan Peter Grigg, Peter Jozzepi Burns, Stephen Coy, Timothy John Lever, Michael David Percy, Peter Gene Hernandez \| – \| \| 6. April 2009 – 12. April 2009 1 Woche (insgesamt 2) \| 2 \| Taylor Swift \| Love Story Taylor Alison Swift \| – \| \| 13. April 2009 – 26. April 2009 2 Wochen (insgesamt 7) \| 7 \| Flo Rida feat. Kesha \| Right Round Philip Martin Lawrence II, Lukasz Gottwald, Tramar Dillard, Justin Scott Franks, Allan Peter Grigg, Peter Jozzepi Burns, Stephen Coy, Timothy John Lever, Michael David Percy, Peter Gene Hernandez \| – \| \| 27. April 2009 – 10. Mai 2009 2 Wochen \| 2 \| A. R. Rahman & the Pussycat Dolls feat. Nicole Scherzinger \| Jai Ho! (You Are My Destiny) Sampooran Singh Kalra, Allah Rakha Rahman, Tanvi Shah \| – \| \| 11. Mai 2009 – 17. Mai 2009 1 Woche \| 1 \| Eminem \| We Made You Marshall Mathers, Mark Christopher Batson, Walter Lindsay Egan, Trevor Lawrence Jr., Dawain W. Parker, André Romell Young \| – \| \| 18. Mai 2009 – 28. Juni 2009 6 Wochen \| 6 \| The Black Eyed Peas \| Boom Boom Pow Will Adams, Stacy Ferguson, Allan Apll Pineda, Jaime Luis Gomez \| – \| \| 29. Juni 2009 – 16. August 2009 7 Wochen \| 7 \| The Black Eyed Peas \| I Gotta Feeling Pierre David Guetta, Frederic Jean Riesterer, Will Adams, Stacy Ferguson, Allan Apll Pineda, Jaime Luis Gomez \| – \| \| 17. August 2009 – 6. September 2009 3 Wochen (insgesamt 7) \| 7 \| David Guetta feat. Akon \| Sexy Bitch David Guetta, Jean-Claude Sindres, Aliaune Thiam, Sandy Julien Wilhelm, Giorgio H. Tuinfort \| – \| \| 7. September 2009 – 20. September 2009 2 Wochen \| 2 \| Guy Sebastian \| Like It Like That David Ryan Harris, Sean E. Hurley, Guy Theodore Sebastian \| – \| \| 21. September 2009 – 18. Oktober 2009 4 Wochen (insgesamt 7) \| 7 \| David Guetta feat. Akon \| Sexy Bitch David Guetta, Jean-Claude Sindres, Aliaune Thiam, Sandy Julien Wilhelm, Giorgio H. Tuinfort \| – \| \| 19. Oktober 2009 – 1. November 2009 2 Wochen \| 2 \| Vanessa Amorosi \| This Is Who I Am Vanessa Joy Amorosi, Robin Mortensen Lynch, Niklas Jan Olovson \| – \| \| 2. November 2009 – 8. November 2009 1 Woche \| 1 \| The Black Eyed Peas \| Meet Me Halfway Sylvia Gordon, William Adams, Jean Baptiste Kouame, Stacy Ferguson, Jaime Luis Gomez, Keith Harris, Allan Apll Pineda, Printz Board, Karen Lee Orzolek, Nicholas Joseph Zinner, Brian Chase \| – \| \| 9. November 2009 – 3. Januar 2010 8 Wochen \| 8 \| Kesha \| Tik Tok Kesha Sebert, Benjamin Levin, Lukasz Gottwald \| – \| |                                          |                                                            | |                           |
| ← 2008 |                                          |                                                            | | → 2010 →                  |
| Zeitraum | Wo. ges.                                 | Interpret                                                  | Titel Autor(en) | Zusätzliche Informationen |
| (Zeitraum, Wochen auf Platz eins, Interpret, Titel, Autor[en], zusätzliche Informationen) |                                          |                                                            | |                           |
| 22. Dezember 2008 – 18. Januar 2009 4 Wochen (insgesamt 8) | 8                                        | Lady Gaga                                                  | Poker Face Stefani Germanotta, Nadir Khayat | –                         |
| 19. Januar 2009 – 25. Januar 2009 1 Woche | 1                                        | Jessica Mauboy                                             | Burn Taj Jackson, Mich Hansen, Jonas Jeberg | –                         |
| 26. Januar 2009 – 22. Februar 2009 4 Wochen | 4                                        | The Fray                                                   | You Found Me Joseph A. King, Isaac Edward Slade | –                         |
| 23. Februar 2009 – 22. März 2009 4 Wochen (insgesamt 7) | 7                                        | Flo Rida feat. Kesha                                       | Right Round Philip Martin Lawrence II, Lukasz Gottwald, Tramar Dillard, Justin Scott Franks, Allan Peter Grigg, Peter Jozzepi Burns, Stephen Coy, Timothy John Lever, Michael David Percy, Peter Gene Hernandez | –                         |
| 23. März 2009 – 29. März 2009 1 Woche (insgesamt 2) | 2                                        | Taylor Swift                                               | Love Story Taylor Alison Swift | –                         |
| 30. März 2009 – 5. April 2009 1 Woche (insgesamt 7) | 7                                        | Flo Rida feat. Kesha                                       | Right Round Philip Martin Lawrence II, Lukasz Gottwald, Tramar Dillard, Justin Scott Franks, Allan Peter Grigg, Peter Jozzepi Burns, Stephen Coy, Timothy John Lever, Michael David Percy, Peter Gene Hernandez | –                         |
| 6. April 2009 – 12. April 2009 1 Woche (insgesamt 2) | 2                                        | Taylor Swift                                               | Love Story Taylor Alison Swift | –                         |
| 13. April 2009 – 26. April 2009 2 Wochen (insgesamt 7) | 7                                        | Flo Rida feat. Kesha                                       | Right Round Philip Martin Lawrence II, Lukasz Gottwald, Tramar Dillard, Justin Scott Franks, Allan Peter Grigg, Peter Jozzepi Burns, Stephen Coy, Timothy John Lever, Michael David Percy, Peter Gene Hernandez | –                         |
| 27. April 2009 – 10. Mai 2009 2 Wochen | 2                                        | A. R. Rahman & the Pussycat Dolls feat. Nicole Scherzinger | Jai Ho! (You Are My Destiny) Sampooran Singh Kalra, Allah Rakha Rahman, Tanvi Shah | –                         |
| 11. Mai 2009 – 17. Mai 2009 1 Woche | 1                                        | Eminem                                                     | We Made You Marshall Mathers, Mark Christopher Batson, Walter Lindsay Egan, Trevor Lawrence Jr., Dawain W. Parker, André Romell Young                                                                           | –                         |
| 18. Mai 2009 – 28. Juni 2009 6 Wochen | 6                                        | The Black Eyed Peas                                        | Boom Boom Pow Will Adams, Stacy Ferguson, Allan Apll Pineda, Jaime Luis Gomez | –                         |
| 29. Juni 2009 – 16. August 2009 7 Wochen | 7                                        | The Black Eyed Peas                                        | I Gotta Feeling Pierre David Guetta, Frederic Jean Riesterer, Will Adams, Stacy Ferguson, Allan Apll Pineda, Jaime Luis Gomez                                                                                   | –                         |
| 17. August 2009 – 6. September 2009 3 Wochen (insgesamt 7) | 7                                        | David Guetta feat. Akon                                    | Sexy Bitch David Guetta, Jean-Claude Sindres, Aliaune Thiam, Sandy Julien Wilhelm, Giorgio H. Tuinfort | –                         |
| 7. September 2009 – 20. September 2009 2 Wochen | 2                                        | Guy Sebastian                                              | Like It Like That David Ryan Harris, Sean E. Hurley, Guy Theodore Sebastian | –                         |
| 21. September 2009 – 18. Oktober 2009 4 Wochen (insgesamt 7) | 7                                        | David Guetta feat. Akon                                    | Sexy Bitch David Guetta, Jean-Claude Sindres, Aliaune Thiam, Sandy Julien Wilhelm, Giorgio H. Tuinfort | –                         |
| 19. Oktober 2009 – 1. November 2009 2 Wochen | 2                                        | Vanessa Amorosi                                            | This Is Who I Am Vanessa Joy Amorosi, Robin Mortensen Lynch, Niklas Jan Olovson | –                         |
| 2. November 2009 – 8. November 2009 1 Woche | 1                                        | The Black Eyed Peas                                        | Meet Me Halfway Sylvia Gordon, William Adams, Jean Baptiste Kouame, Stacy Ferguson, Jaime Luis Gomez, Keith Harris, Allan Apll Pineda, Printz Board, Karen Lee Orzolek, Nicholas Joseph Zinner, Brian Chase     | –                         |
| 9. November 2009 – 3. Januar 2010 8 Wochen | 8                                        | Kesha                                                      | Tik Tok Kesha Sebert, Benjamin Levin, Lukasz Gottwald | –                         |

## Alben
| ← 2008 ← | Liste der Nummer-eins-Hits in Australien | Liste der Nummer-eins-Hits in Australien | Liste der Nummer-eins-Hits in Australien | 2010 →                    |
| \| Zeitraum \| Wo. ges. \| Interpret \| Titel \| Zusätzliche Informationen \| \| (Zeitraum, Wochen auf Platz eins, Interpret, Titel, zusätzliche Informationen) \| \| \| \| \| \| ------------------------------------------------------------------------------ \| -------- \| ------------------------ \| ----------------------------- \| ------------------------- \| \| 3. November 2008 – 4. Januar 2009 9 Wochen \| 9 \| Pink \| Funhouse \| – \| \| 5. Januar 2009 – 15. Februar 2009 6 Wochen (insgesamt 14) \| 14 \| Kings of Leon \| Only by the Night \| – \| \| 16. Februar 2009 – 1. März 2009 2 Wochen (insgesamt 3) \| 3 \| Lily Allen \| It’s Not Me, It’s You \| – \| \| 2. März 2009 – 8. März 2009 1 Woche \| 1 \| Natalie Bassingthwaighte \| 1000 Stars \| – \| \| 9. März 2009 – 22. März 2009 2 Wochen \| 2 \| U2 \| No Line on the Horizon \| – \| \| 23. März 2009 – 19. April 2009 4 Wochen (insgesamt 14) \| 14 \| Kings of Leon \| Only by the Night \| – \| \| 20. April 2009 – 26. April 2009 1 Woche (insgesamt 3) \| 3 \| Lily Allen \| It’s Not Me, It’s You \| – \| \| 27. April 2009 – 24. Mai 2009 4 Wochen \| 4 \| Ronan Keating \| Songs for My Mother \| – \| \| 25. Mai 2009 – 7. Juni 2009 2 Wochen \| 2 \| Eminem \| Relapse \| – \| \| 8. Juni 2009 – 14. Juni 2009 1 Woche \| 1 \| Eskimo Joe \| Inshalla \| – \| \| 15. Juni 2009 – 21. Juni 2009 1 Woche (insgesamt 3) \| 3 \| The Black Eyed Peas \| The E.N.D. \| – \| \| 22. Juni 2009 – 5. Juli 2009 2 Wochen \| 2 \| Hilltop Hoods \| State of the Art \| – \| \| 6. Juli 2009 – 23. August 2009 7 Wochen \| 7 \| Michael Jackson \| The Essential \| – \| \| 24. August 2009 – 30. August 2009 1 Woche \| 1 \| Short Stack \| Stack Is the New Black \| – \| \| 31. August 2009 – 6. September 2009 1 Woche (insgesamt 3) \| 3 \| The Black Eyed Peas \| The E.N.D. \| – \| \| 7. September 2009 – 20. September 2009 2 Wochen \| 2 \| Jimmy Barnes \| The Rhythm and the Blues \| – \| \| 21. September 2009 – 27. September 2009 1 Woche \| 1 \| Muse \| The Resistance \| – \| \| 28. September 2009 – 4. Oktober 2009 1 Woche \| 1 \| Pearl Jam \| Backspacer \| – \| \| 5. Oktober 2009 – 11. Oktober 2009 1 Woche \| 1 \| Paramore \| Brand New Eyes \| – \| \| 12. Oktober 2009 – 18. Oktober 2009 1 Woche (insgesamt 3) \| 3 \| The Black Eyed Peas \| The E.N.D. \| – \| \| 19. Oktober 2009 – 8. November 2009 3 Wochen (insgesamt 6) \| 6 \| Michael Bublé \| Crazy Love \| – \| \| 9. November 2009 – 15. November 2009 1 Woche \| 1 \| Foo Fighters \| Greatest Hits \| – \| \| 16. November 2009 – 22. November 2009 1 Woche \| 1 \| Robbie Williams \| Reality Killed the Video Star \| – \| \| 23. November 2009 – 29. November 2009 1 Woche \| 1 \| Powderfinger \| Golden Rule \| – \| \| 30. November 2009 – 14. Februar 2010 11 Wochen \| 11 \| Susan Boyle \| I Dreamed a Dream \| – \| |                                          |                                          |                                          |                           |
| ← 2008 |                                          |                                          |                                          | → 2010 →                  |
| Zeitraum | Wo. ges.                                 | Interpret                                | Titel                                    | Zusätzliche Informationen |
| (Zeitraum, Wochen auf Platz eins, Interpret, Titel, zusätzliche Informationen) |                                          |                                          |                                          |                           |
| 3. November 2008 – 4. Januar 2009 9 Wochen | 9                                        | Pink                                     | Funhouse                                 | –                         |
| 5. Januar 2009 – 15. Februar 2009 6 Wochen (insgesamt 14) | 14                                       | Kings of Leon                            | Only by the Night                        | –                         |
| 16. Februar 2009 – 1. März 2009 2 Wochen (insgesamt 3) | 3                                        | Lily Allen                               | It’s Not Me, It’s You                    | –                         |
| 2. März 2009 – 8. März 2009 1 Woche | 1                                        | Natalie Bassingthwaighte                 | 1000 Stars                               | –                         |
| 9. März 2009 – 22. März 2009 2 Wochen | 2                                        | U2                                       | No Line on the Horizon                   | –                         |
| 23. März 2009 – 19. April 2009 4 Wochen (insgesamt 14) | 14                                       | Kings of Leon                            | Only by the Night                        | –                         |
| 20. April 2009 – 26. April 2009 1 Woche (insgesamt 3) | 3                                        | Lily Allen                               | It’s Not Me, It’s You                    | –                         |
| 27. April 2009 – 24. Mai 2009 4 Wochen | 4                                        | Ronan Keating                            | Songs for My Mother                      | –                         |
| 25. Mai 2009 – 7. Juni 2009 2 Wochen | 2                                        | Eminem                                   | Relapse                                  | –                         |
| 8. Juni 2009 – 14. Juni 2009 1 Woche | 1                                        | Eskimo Joe                               | Inshalla                                 | –                         |
| 15. Juni 2009 – 21. Juni 2009 1 Woche (insgesamt 3) | 3                                        | The Black Eyed Peas                      | The E.N.D.                               | –                         |
| 22. Juni 2009 – 5. Juli 2009 2 Wochen | 2                                        | Hilltop Hoods                            | State of the Art                         | –                         |
| 6. Juli 2009 – 23. August 2009 7 Wochen | 7                                        | Michael Jackson                          | The Essential                            | –                         |
| 24. August 2009 – 30. August 2009 1 Woche | 1                                        | Short Stack                              | Stack Is the New Black                   | –                         |
| 31. August 2009 – 6. September 2009 1 Woche (insgesamt 3) | 3                                        | The Black Eyed Peas                      | The E.N.D.                               | –                         |
| 7. September 2009 – 20. September 2009 2 Wochen | 2                                        | Jimmy Barnes                             | The Rhythm and the Blues                 | –                         |
| 21. September 2009 – 27. September 2009 1 Woche | 1                                        | Muse                                     | The Resistance                           | –                         |
| 28. September 2009 – 4. Oktober 2009 1 Woche | 1                                        | Pearl Jam                                | Backspacer                               | –                         |
| 5. Oktober 2009 – 11. Oktober 2009 1 Woche | 1                                        | Paramore                                 | Brand New Eyes                           | –                         |
| 12. Oktober 2009 – 18. Oktober 2009 1 Woche (insgesamt 3) | 3                                        | The Black Eyed Peas                      | The E.N.D.                               | –                         |
| 19. Oktober 2009 – 8. November 2009 3 Wochen (insgesamt 6) | 6                                        | Michael Bublé                            | Crazy Love                               | –                         |
| 9. November 2009 – 15. November 2009 1 Woche | 1                                        | Foo Fighters                             | Greatest Hits                            | –                         |
| 16. November 2009 – 22. November 2009 1 Woche | 1                                        | Robbie Williams                          | Reality Killed the Video Star            | –                         |
| 23. November 2009 – 29. November 2009 1 Woche | 1                                        | Powderfinger                             | Golden Rule                              | –                         |
| 30. November 2009 – 14. Februar 2010 11 Wochen | 11                                       | Susan Boyle                              | I Dreamed a Dream                        | –                         |

## Jahreshitparaden
| ← 2008 ← | Liste der Nummer-eins-Hits in Australien | Liste der Nummer-eins-Hits in Australien | Liste der Nummer-eins-Hits in Australien | 2010 →   |
| \| Singles \| Position# \| Alben \| \| ------------------------------------------------------------------------------------------------------------------------------------------------------------------------------------------------------------------------------------ \| --------- \| -------------------------------- \| \| I Gotta Feeling The Black Eyed Peas Pierre David Guetta, Frederic Jean Riesterer, Will Adams, Stacy Ferguson, Allan Apll Pineda, Jaime Luis Gomez \| 1 \| I Dreamed a Dream Susan Boyle \| \| Sexy Bitch David Guetta feat. Akon David Guetta, Jean-Claude Sindres, Aliaune Thiam, Sandy Julien Wilhelm, Giorgio H. Tuinfort \| 2 \| Funhouse Pink \| \| Love Story Taylor Swift Taylor Alison Swift \| 3 \| The E.N.D. The Black Eyed Peas \| \| Boom Boom Pow The Black Eyed Peas Will Adams, Stacy Ferguson, Allan Apll Pineda, Jaime Luis Gomez \| 4 \| Fearless Taylor Swift \| \| Right Round Flo Rida feat. Kesha Philip Martin Lawrence II, Lukasz Gottwald, Tramar Dillard, Justin Scott Franks, Allan Peter Grigg, Peter Jozzepi Burns, Stephen Coy, Timothy John Lever, Michael David Percy, Peter Gene Hernandez \| 5 \| It’s Not Me, It’s You Lily Allen \| \| Like It Like That Guy Sebastian David Ryan Harris, Sean E. Hurley, Guy Theodore Sebastian \| 6 \| Crazy Love Michael Bublé \| \| Halo Beyoncé Ryan Benjamin Tedder, Evan Kidd Bogart, Beyoncé Giselle Knowles \| 7 \| Only by the Night Kings of Leon \| \| Meet Me Halfway The Black Eyed Peas Sylvia Gordon, William Adams, Jean Baptiste Kouame, Stacy Ferguson, Jaime Luis Gomez, Keith Harris, Allan Apll Pineda, Printz Board, Karen Lee Orzolek, Nicholas Joseph Zinner, Brian Chase \| 8 \| The Essential Michael Jackson \| \| Tik Tok Kesha Kesha Sebert, Benjamin Levin, Lukasz Gottwald \| 9 \| The Fame Lady Gaga \| \| The Last Day on Earth Kate Miller-Heidke Kate Melinda Miller-Heidke, Keir Francis Nuttall \| 10 \| I Am … Sasha Fierce Beyoncé \| |                                          |                                          |                                          |          |
| ← 2008 |                                          |                                          |                                          | → 2010 → |
| Singles | Position#                                | Alben                                    |                                          |          |
| I Gotta Feeling The Black Eyed Peas Pierre David Guetta, Frederic Jean Riesterer, Will Adams, Stacy Ferguson, Allan Apll Pineda, Jaime Luis Gomez | 1                                        | I Dreamed a Dream Susan Boyle            |                                          |          |
| Sexy Bitch David Guetta feat. Akon David Guetta, Jean-Claude Sindres, Aliaune Thiam, Sandy Julien Wilhelm, Giorgio H. Tuinfort | 2                                        | Funhouse Pink                            |                                          |          |
| Love Story Taylor Swift Taylor Alison Swift | 3                                        | The E.N.D. The Black Eyed Peas           |                                          |          |
| Boom Boom Pow The Black Eyed Peas Will Adams, Stacy Ferguson, Allan Apll Pineda, Jaime Luis Gomez | 4                                        | Fearless Taylor Swift                    |                                          |          |
| Right Round Flo Rida feat. Kesha Philip Martin Lawrence II, Lukasz Gottwald, Tramar Dillard, Justin Scott Franks, Allan Peter Grigg, Peter Jozzepi Burns, Stephen Coy, Timothy John Lever, Michael David Percy, Peter Gene Hernandez | 5                                        | It’s Not Me, It’s You Lily Allen         |                                          |          |
| Like It Like That Guy Sebastian David Ryan Harris, Sean E. Hurley, Guy Theodore Sebastian | 6                                        | Crazy Love Michael Bublé                 |                                          |          |
| Halo Beyoncé Ryan Benjamin Tedder, Evan Kidd Bogart, Beyoncé Giselle Knowles | 7                                        | Only by the Night Kings of Leon          |                                          |          |
| Meet Me Halfway The Black Eyed Peas Sylvia Gordon, William Adams, Jean Baptiste Kouame, Stacy Ferguson, Jaime Luis Gomez, Keith Harris, Allan Apll Pineda, Printz Board, Karen Lee Orzolek, Nicholas Joseph Zinner, Brian Chase | 8                                        | The Essential Michael Jackson            |                                          |          |
| Tik Tok Kesha Kesha Sebert, Benjamin Levin, Lukasz Gottwald | 9                                        | The Fame Lady Gaga                       |                                          |          |
| The Last Day on Earth Kate Miller-Heidke Kate Melinda Miller-Heidke, Keir Francis Nuttall | 10                                       | I Am … Sasha Fierce Beyoncé              |                                          |          |